# عدسک

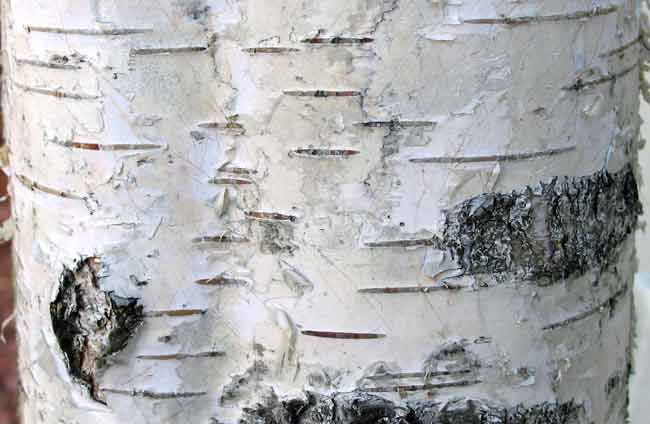
خطوط افقی تیره بر روی پوست درخت توس نقره‌ای، عدسک است.

عدسک بافتی متخلخل است که از فضاهای بین سلولی بزرگ در پوست درخت، اندام‌های ضخیم‌شده ثانویه و پوست ساقه‌های چوبی و ریشه‌های گیاهان بازدانگان و گیاهان گلدار دو لپه‌ای تشکیل شده است. عدسک به عنوان یک منفذ عمل می‌کند و مسیری را بین بافت‌های داخلی و جو برای تبادل مستقیم گازها از طریق پوست فراهم می‌کند. نام عدسک از شکل عدسی مانند آن گرفته شده است. شکل عدسک‌ها یکی از ویژگی‌هایی است که برای شناسایی درختان استفاده می‌شود.

## ساختار و توسعه
در اندام‌های گیاهی که رشد ثانویه ایجاد می‌کنند، عدسک‌ها تبادل گاز اکسیژن، دی‌اکسید کربن و بخار آب را افزایش می‌دهند. تشکیل عدسک معمولاً در طول رشد اولیه و قبل از توسعه اولین /وست درخت، از زیر کمپلکس‌های روزنه هوایی آغاز می‌شود. به نظر می‌رسد تشکیل عدسک‌ها ارتباط مستقیمی با رشد و استحکام ساقه و همچنین میزان آب‌رفتگی بافت داشته و به رطوبت داخلی اشاره می‌کند. همزمان با بلوغ ساقه و ریشه‌ها، رشد عدسک‌ها در پوست جدید ادامه می‌یابد (برای مثال، پریدرمی که در انتهای ترک‌های پوست درخت تشکیل می‌شود).
عدسک‌ها به صورت نواحی برجسته دایره‌ای، بیضی یا کشیده روی ساقه‌ها و ریشه‌ها یافت می‌شوند. در گیاهان چوبی، عدسک‌ها معمولاً به صورت ساختارهای خشن و چوب‌پنبه‌مانند روی شاخه‌های جوان ظاهر می‌شوند. در زیر آنها، بافت متخلخل تعدادی فضای بین سلولی بزرگ بین سلول‌ها ایجاد می‌کند. این بافت عدسک را پر می‌کند و از تقسیم سلولی در کامبیوم چوب‌پنبه یا بافت زمینه‌ای زیر روزنه ناشی می‌شود. تغییر رنگ عدسک‌ها نیز ممکن است رخ دهد، مانند انبه، که ممکن است به دلیل میزان لیگنین در دیواره‌های سلولی باشد.

## میوه‌ها

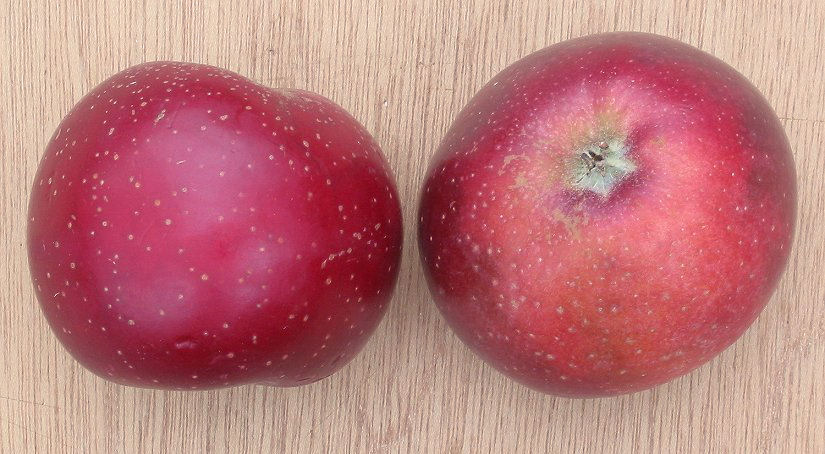
عدسک روی سیب

عدسک‌ها در بسیاری از میوه‌ها، به ویژه در سیب و گلابی وجود دارند. وجود عدسک‌ها در گلابی‌های اروپایی، می‌تواند به عنوان شاخصی برای زمان چیدن میوه عمل کند، زیرا عدسک‌های روشن روی میوه‌های نارس تیره‌تر و قهوه‌ای و کم‌عمق می‌شوند و از تشکیل سلول‌های چوب‌پنبه‌ای ناشی می‌شوند. برخی عفونت‌های باکتریایی و قارچی می‌توانند از طریق عدسک‌های میوه‌ها به آنها نفوذ کنند و حساسیت آنها گاهی با افزایش سن میوه افزایش می‌یابد.
«شکستگی عدسک» یک اختلال پوستی جهانی در سیب است که در آن عدسک‌ها تیره‌تر می‌شوندو اندکی پس از فرآوری و بسته‌بندی میوه چاله‌هایی روی آن به وجود می‌آید این بیماری بیشتر در «سیب گالا» و به ویژه گونه «رویال گالا» و همچنین در گونه‌های «سیب فوجی»، «گرنی اسمیت»، «سیب زرد» نیز دیده می‌شود. این بیماری در مناطق خشک شایع‌تر است و تصور می‌شود که با رطوبت نسبی و دما مرتبط باشد. این اثر را می‌توان با اسپری کردن میوه با پوشش‌های لیپوفیلیک قبل از برداشت کاهش داد.

## غده‌ها
عدسک‌ها همچنین روی غده‌های سیب‌زمینی وجود دارند.

## نگارخانه

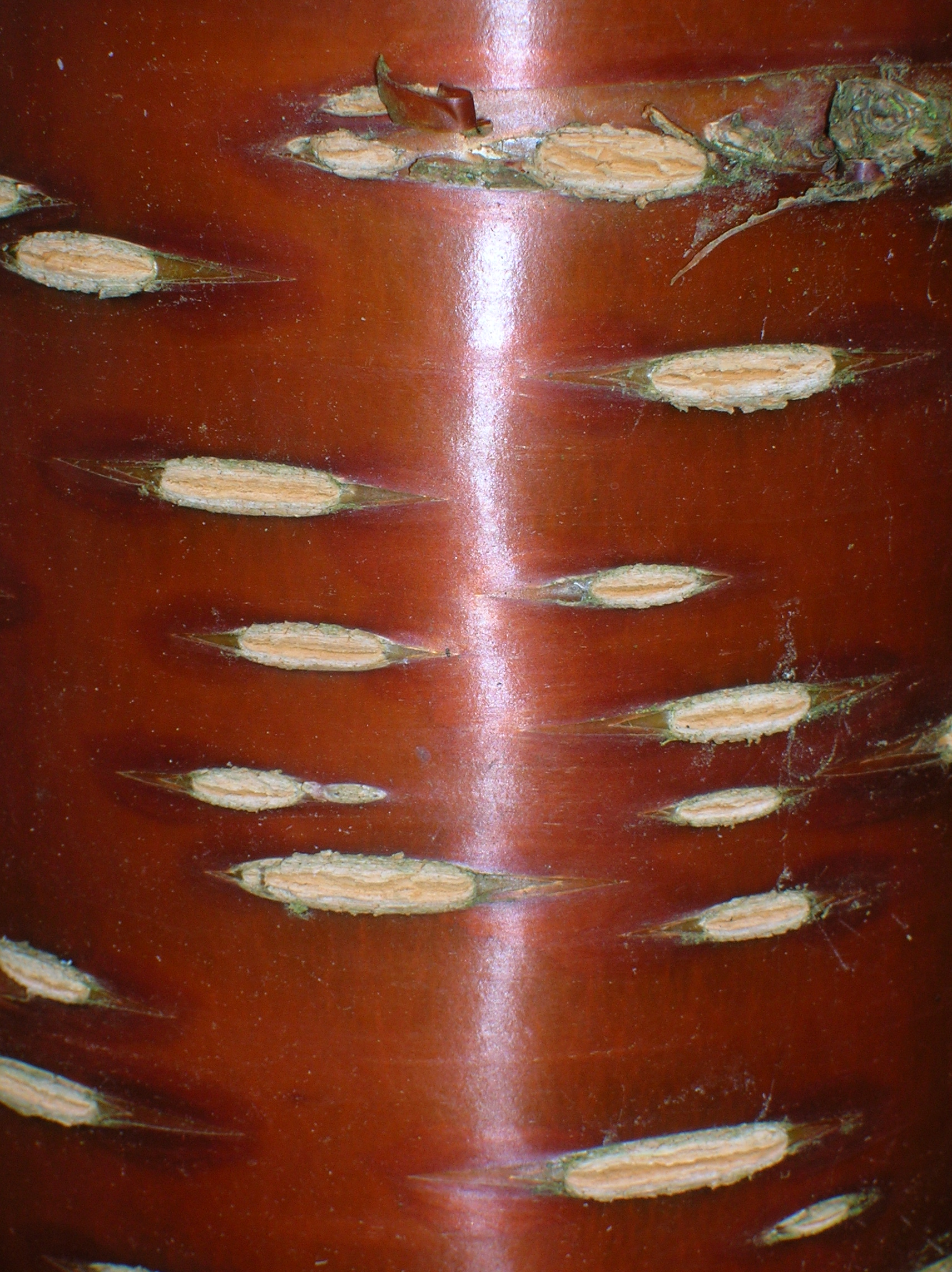
عدسک‌های روی گیاه Prunus serrula
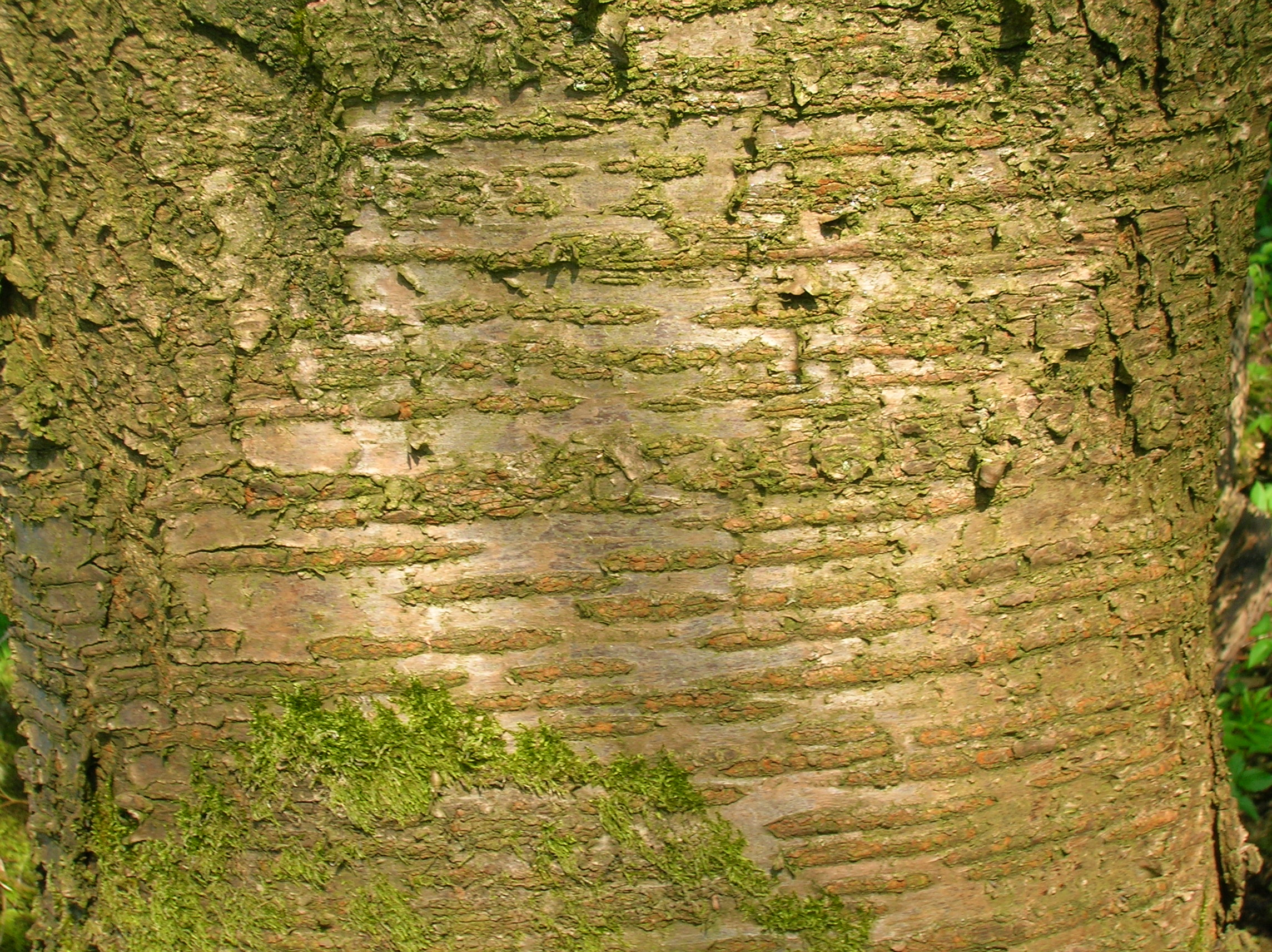
عدسک روی گیلاس وحشی یا جین
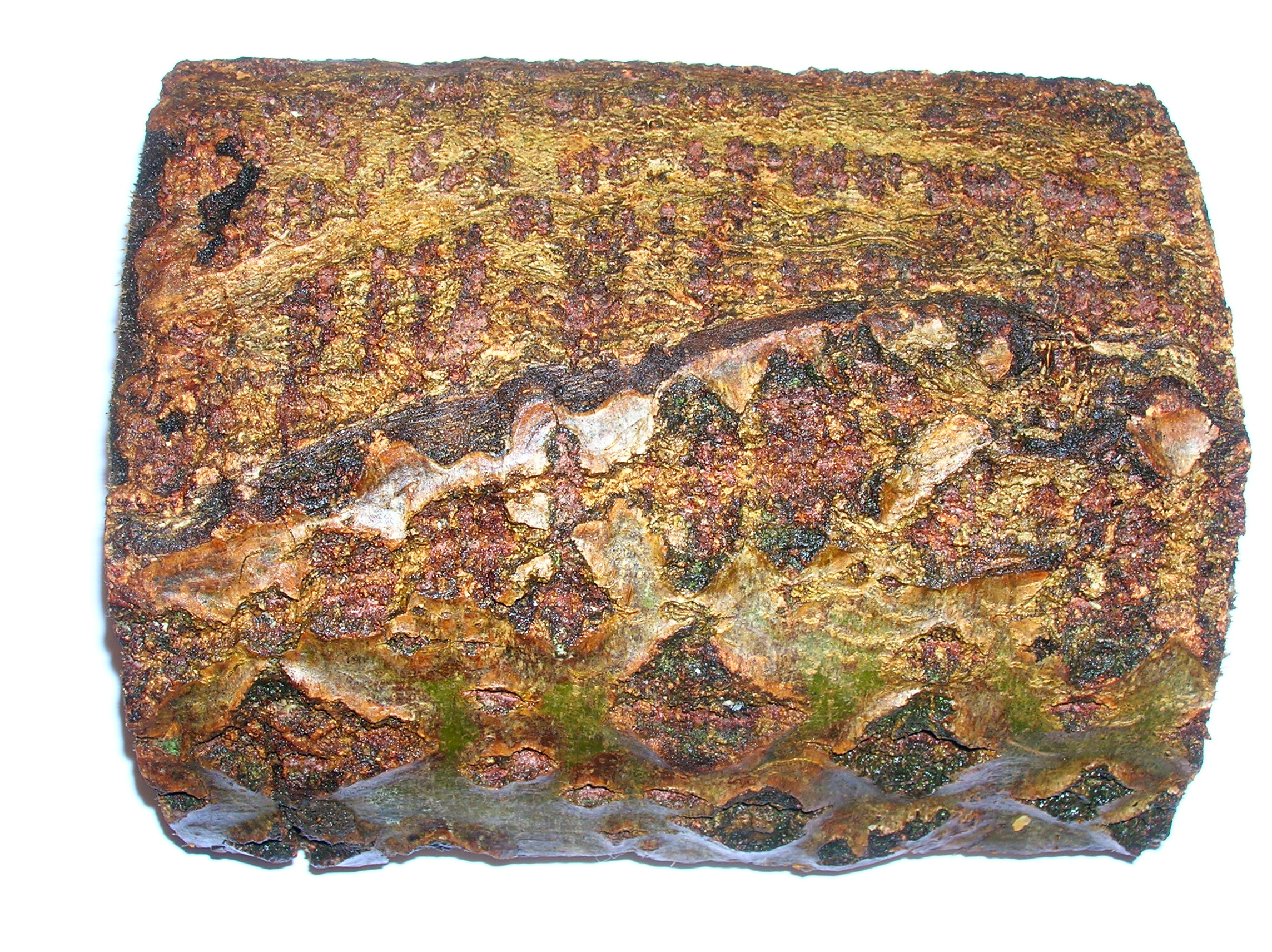
پوست درخت توسکای سیاه با عدسک‌های مشخصه و عدسک‌های غیرطبیعی روی نواحی پینه بسته
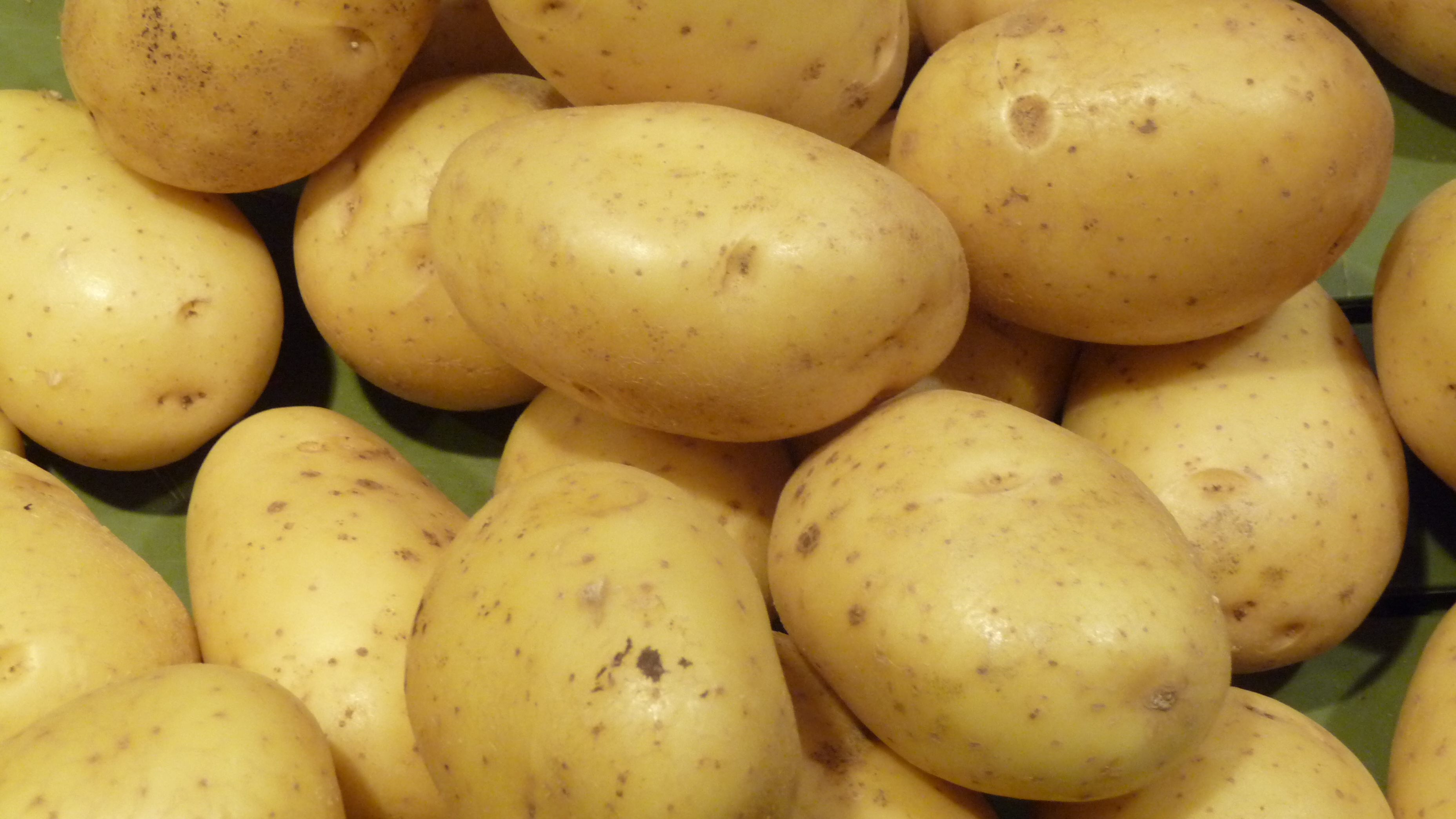
عدسک روی سیب‌زمینی از نوع مونالیزا
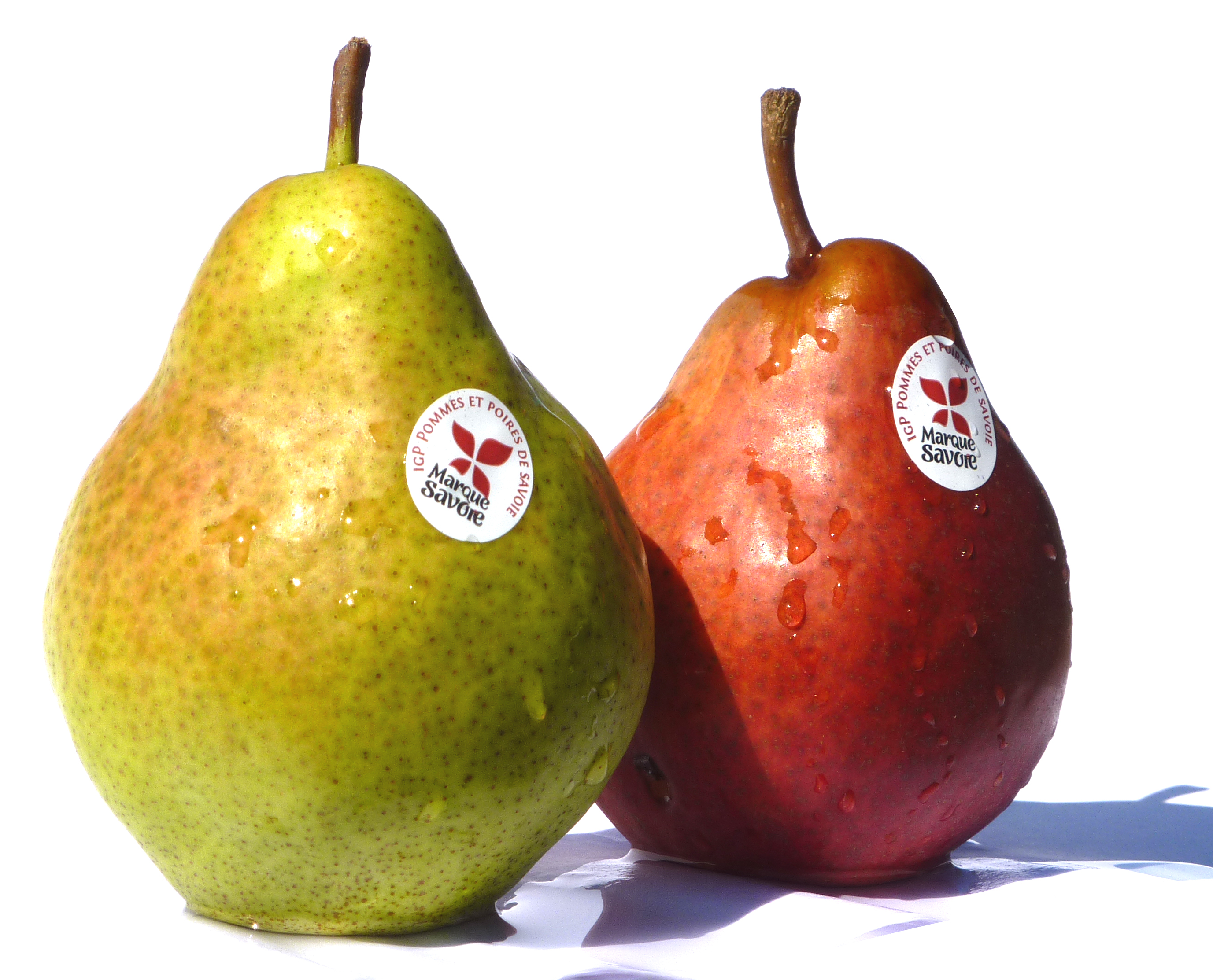
عدسک روی گونه‌های گلابی ویلیامز